# 경주 화랑 FC
경주 화랑 FC는 경상북도 경주시에 위치한 under-12팀 유형의 축구단이다. 입실초등학교 축구부와 흥무초등학교의 축구부가 2020년에 합쳐져 만들어졌다.

## 참고 문헌
- “KFA 통합경기정보 시스템”. 대한축구협회.

## 같이 보기
- 입실초등학교
- 흥무초등학교